# 大塚博堂・ベスト10
『大塚博堂・ベスト10』（おおつかはくどう べすとてん）は、2005年11月9日にベスト10シリーズの一つとして発売された大塚博堂の初回生産限定盤のベスト・アルバムである。
これまでに発売されたシングルのタイトルチューンの中から10曲が選出されている。

## 収録曲
| 全作曲: 大塚博堂。 |                                          |           |            |            |      |
| #                  | タイトル                                 | 作詞      | 作曲・編曲 | 編曲       | 時間 |
| 1.                 | 「ダスティン・ホフマンになれなかったよ」 | 藤公之介  | 大塚博堂   | 惣領泰則   | 3:54 |
| 2.                 | 「めぐり逢い紡いで」                     | るい      | 大塚博堂   | 林哲司     | 3:27 |
| 3.                 | 「過ぎ去りし想い出は」                   | 大塚博堂  | 大塚博堂   | 森岡賢一郎 | 2:46 |
| 4.                 | 「季節の中に埋もれて」                   | 藤公之介  | 大塚博堂   | 森岡賢一郎 | 3:10 |
| 5.                 | 「哀しみ通せんぼ」                       | るい      | 大塚博堂   | 船山基紀   | 2:57 |
| 6.                 | 「LOVE IS GONE」                         | るい      | 大塚博堂   | 宮川泰     | 4:24 |
| 7.                 | 「もう子供でも鳥でもないんだから」       | るい      | 大塚博堂   | クニ河内   | 4:17 |
| 8.                 | 「青春は最後のおとぎ話」                 | 山川啓介  | 大塚博堂   | クニ河内   | 4:39 |
| 9.                 | 「愁雨」                                 | るい      | 大塚博堂   | 井上鑑     | 3:20 |
| 10.                | 「娘をよろしく」                         | 広瀬俊夫  | 大塚博堂   | 森岡賢一郎 | 3:26 |
| 合計時間:          | 合計時間:                                | 合計時間: | 合計時間:  | 36:20      |      |